# Оксфорд (Миссисипи)
Оксфорд (англ.  Oxford ) — город и административный центр округа Лафейетт в штате Миссисипи США.

## Описание
Административный центр округа Лафейетт с 1837 года. Расположен в северной части штата Миссисипи примерно в 75 милях (120 км) к юго-востоку от Мемфиса, штат Теннесси. Первоначально он был торговым постом, а в 1837 году был зарегистрирован как центр английского образования и назван в честь него, что отражает давнее желание горожан открыть университет. Университет Миссисипи (Ole Miss), основанный в 1844 году, был открыт там в 1848 году. Во время Гражданской войны в США университет служил госпиталем, а город был ненадолго оккупирован войсками Союза в конце 1862 года и снова в августе 1864 года, когда он был сожжён. Осенью 1962 года в Оксфорде произошли беспорядки из-за зачисления афроамериканского студента Джеймса Х. Мередита в Университет Миссисипи во время десегрегации государственной системы образования. Писатель Уильям Фолкнер, родившийся в Нью-Олбани, в 35 милях (56 км) к северо-востоку, жил в Оксфорде. Роуэн-Ок, где он жил с 1930 года до своей смерти в 1962 году и где он писал свои рассказы об округах Джефферсон (Оксфорд) и Йокнапатофа (Лафейетт), находится на Олд-Тейлор-роуд. Важными видами экономической деятельности являются производство (бытовая техника, электродвигатели и изделия из древесины) и сельское хозяйство (крупный рогатый скот). Неподалеку расположены озеро Сардис и национальный лес Холли-Спрингс. Население в 2000 году — 11 756, в 2010 году — 18 916 жителей.

## Население
| 2010   | 2020    |
| ------ | ------- |
| 18 916 | ↗25 416 |